# Fürtös György
Fürtös György (Pécs, 1939. január 21. – Pécs, 2010. október 5.) kerámiaművész, szobrászművész.

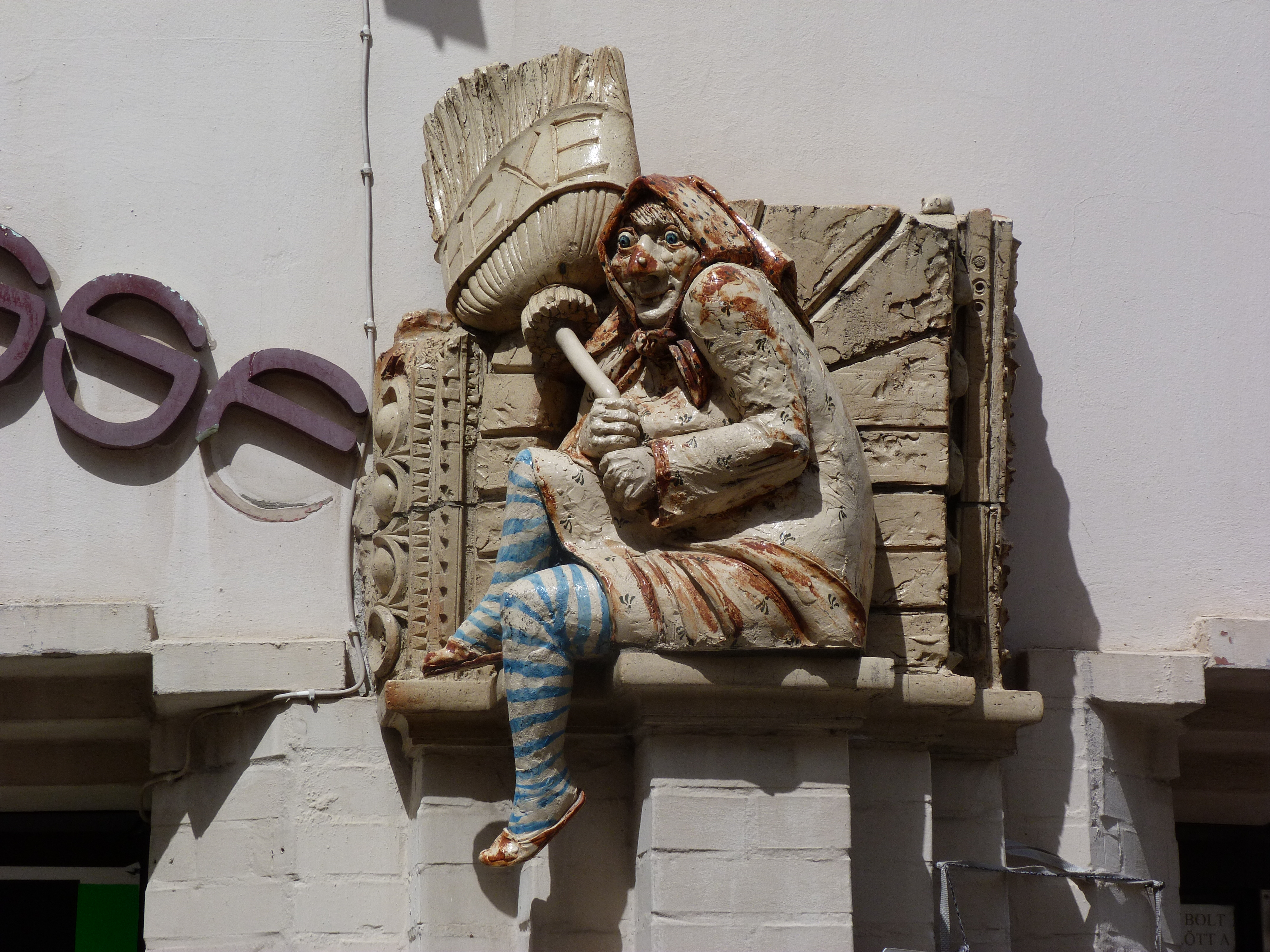
Hexe - Pécs

## Pályája
1958-ban érettségizett a budapesti Képző és Iparművészeti Gimnáziumban. Ezután a Magyar Iparművészeti Főiskolán tanult, ahol többek között Borsos Miklós, Csekovszky Árpád vagy Dózsa-Farkas András voltak a tanárai.
1962-ben, diplomázása után, a Zsolnay porcelángyárban helyezkedett el tervező művészként, itt dolgozott egészen 1999-ig. 1971-1980 között a gyár dísztárgyrészleg vezetője volt.
Munkássága jellegzetesen formázott, gyakran humorosan torz elemekkel gazdagított szobrokból, domborművekből, plasztikákból tevődik össze. Művei között pop-artos szobrok, konstruktív pirogránit falképek és plasztikák, kutak, épületkerámiák stb. találhatók.

## Díjai
- Az év legszebb terméke 1962-1963
- Nívódíj Pécs 1964
- III. Országos Kerámia Biennálé III. díja 1972[1]
- Munkácsy-díj 1980[1]
- SZOT-díj 1985
- Pro Civitate díj 1998[1]

## Egyéni kiállítások
- 1964 • Janus Pannonius Múzeum, Pécs
- 1969 • Pécs
- 1971 • Tudományos Ismeretterjesztő Társulat, Pécs
- 1973 • Műcsarnok, Budapest
- 1975 • Pécs
- 1979 • Pécsi Galéria, Pécs
- 1980 • Művelődési Ház, Marcali • Nagyatád
- 1983 • Művelődési Ház, Celldömölk • Művelődési Ház, Zalaegerszeg
- 1984 • Művelődési Ház, Mohács • Építőipari Vállalat Könyvtár, Pécs
- 1985 • Tóparti Galéria, Boglárlelle
- 1990 • Krk sziget (YU)
- 1992 • Művelődési Ház [Asztalos Erzsébettel], Miskolc
- 1999 • Pécsi Kisgaléria, Pécs.

## Válogatott csoportos kiállítások
- 1968-1996 • összes Országos Kerámia Biennálé
- 1969 • Pécs és Baranya képzőművészeinek kiállítása, Magyar Nemzeti Galéria, Budapest
- 1970 • Fürtös György-Gazder Antal-Nádor Judit-Török János kiállítás, Janus Pannonius Múzeum, Pécs
- 1972 • Modern magyar kerámia, Fagnerove G., Prága • Varsó
- 1978, 1982, 1987, 1989 • Baranya Megyei Tárlat, Pécsi Galéria, Pécs
- 1984 • A Zsolnay gyár tervező művészei, Duna Galéria, Budapest
- 1988 • 30 év a Zsolnay gyár Alkotóműhelyében, Művelődési Ház, Pécs
- 1995 • A magyar kerámia története, Iparművészeti Múzeum, Budapest
- 1996 • A kecskeméti Nemzetközi Szimpózium 25 éve, Iparművészeti Múzeum, Budapest.

## Köztéri művei
- Dombormű (pirogránit, 1966, Zalaegerszeg, Beruházási Iroda)
- Dekoratív burkolat (mázas kerámia, 1966, Harkány, Gyógyfürdő előcsarnok)
- Díszkút (pirogránit, 1972, Szigetvár, Oroszlán Szálló)
- Centenáriumi díszkút (mázas pirogránit, 1971-1973, Tóth Á. Sétány)
- Vaskakas (pirogránit, 1973, Győr, Vaskakas étterem)
- Elefánt (1973, Pécs, Kertváros, Kék óvoda)
- Burkolat (mázas samott, 1974, Pécs, Zsolnay Porcelángyár főbejárata)
- Barátság kútja (mázas pirogránit, 1975, Pécs, Krisztina tér)
- Kalmár József dombormű (1975, Pécs, Gépipari Technikum)
- Emlékfal (kerámia, 1975, Pécs, Pártfőiskola)
- Kompozíció (mázas kerámia, 1975, Brazil Követség terasz)
- Dr. Doktor Sándor (relief, pirogránit, 1976, Pécs, Mezőszél u. Általános iskola)
- Burkolat (pirogránit, 1978, Szikra mozi)
- Csorgókút (mázas pirogránit, 1978, Székesfehérvár, Tudományos Ismeretterjesztő Társulat)
- Díszkút (mázas kerámia, 1979, Thermál Hotel, ivócsarnok)
- Szökőkút (mázas pirogránit, 1980, Nyíregyháza, megyei Tanács előtt)
- Ivókút (pirogránit, 1980, Nagyatád, Posta)
- Gyümölcsös Madonnák (mázas pirogránit, 1981, Pécs, Konzum Áruház)
- Dombormű, burkolat (pirogránit, 1981, Visegrád, MNB üdülő)
- Térelválasztó rács (mázas pirogránit, 1981, Székesfehérvár, Seregélyesi u.)
- Macska (pirogránit, 1982, Barcs, óvoda)
- Kútrelief (mázas pirogránit, 1982, Kütahya [TR], Kossuth L. parkja)
- Díszkút (mázas pirogránit, 1982, Nyíregyháza É. lakótelep)
- Dekoratív burkolat (mázas pirogránit, 1982, Barcs, Boróka Szálló)
- Fríz (kerámia, 1983, Balatonföldvár, Exp. Hotel Fesztivál étterem)
- Zsolnay díszkút (mázas pirogránit, 1983, Celldömölk, Tanácsköztársaság tér)
- Hajdúkút (eozinos pirogránit, 1984, Hajdúdorog, Petőfi tér)
- Csobogó (mázas pirogránit, 1984, Harkány, strand)
- Hexe cégér (mázas pirogránit, 1984, Pécs, Megye u. 2.)
- Hölgy balkonon és virágtartók (mázas kerámia, 1985, Béke Szálló hallja)
- Ivókút és burkolatplasztika (mázas pirogránit, 1986, Sárospatak, Vasútállomás)
- Szőlőfürtök, jegyespárok (mázas pirogránit domborművek, 1986, Miskolc, Pannónia szálloda)
- Villamos emlék és felirat (mázas pirogránit, 1986, Pécs, Corso Eszpresszó)
- Ivókút és burkolat (1986, Csokonyavisonta, Fedett fürdő)
- Díszkút (mázas pirogránit, 1987, Hévíz, BM Gyógyintézet)
- Dr. Petri Gábor prof. emléktáblája (bronz, mészkő, 1987, Szeged, I. sz. Sebészeti Klinika)
- Szökőkút (mázas pirogránit, 1987, Harkány)
- Ivókút (1988, Kaposvár)
- Butikportál és berendezés (mázas pirogránit, 1988, Keszthely)
- Díszkút (mázas pirogránit, eozin, 1989, Herend, Porcelángyár előtt)
- Csorgókút (mázas kerámia, eozin golyók, 1989, Nagyatád, Solar Szálló)
- Címer és felirat (mázas pirogránit, 1989, Kaposvár, Megyeház)
- Dombormű (pirogránit, 1989, Pécs, Katonai Koll.)
- Bicikliző lány kút (mázas pirogránit, 1990, Siófok)
- Burkolat (mázas pirogránit, 1992, Pécs, Centrum Áruház)
- Homlokzati betét reliefek (mázas pirogránit, 1992, Pécs, MATÁV székház)
- Halfejes ivókút (mázas pirogránit, 1993, Siófok, Vásárcsarnok előtti park)
- Niké ivókút (1994, Siófok, Sportcentrum)
- Kút négy városcímerrel (kos és kecskefejes eozinvízköpők, 1994, Fellbach)
- Háromkaréjos ivókút (mázas pirogránit, 1995, Hévíz)
- Szökőkút (mázas pirogránit, 1997, Fonyód, Áruház előtt)
- Tüke kút (mázas pirogránit, eozin, 1998, Pécs).

## Válogatott irodalom
- Koczogh Á.: Fürtös György, Jelenkor, 1964/8.
- Bükkösdi L.: Fürtös György kerámiái, Jelenkor, 1972/3.
- Fekete J.: Fürtös György, Ipari Művészet, 1973/3.
- Vadas J.: Fürtös György, Élet és Irodalom, 1973. május 12.
- Zsolnay T.-Zsolnay M.-Sikota Gy.: Zsolnay, Budapest, 1974
- Romváry F.: Pécs szobrai, Pécs, 1982
- Kerényi J.: Fürtös György: Tüke díszkút, Pécsi Szemle 1998/2.